# Поповское (Высоковский сельсовет, Вологодский район)
Поповское — деревня в Вологодском районе Вологодской области.
Входит в состав Кубенского сельского поселения (с 1 января 2006 года по 8 апреля 2009 года входила в Высоковское сельское поселение), с точки зрения административно-территориального деления — в Высоковский сельсовет.
Расстояние до районного центра Вологды по автодороге — 70,5 км, до центра муниципального образования Кубенского по прямой — 28 км. Ближайшие населённые пункты — Долматово, Лаврентьево, Кринки, Никулино, Борисоглебское, Ермолово, Мынчаково, Высоково-1.
По переписи 2002 года население — 32 человека (14 мужчин, 18 женщин). Всё население — русские.